# Sonet 28 (William Szekspir)

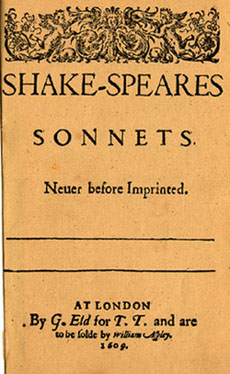
Strona tytułowa pierwszego wydania sonetów Shakespeare’a

Sonet 28 (Jakże powracać mam pełen radości) – jeden z cyklu sonetów autorstwa Williama Shakespeare’a. Po raz pierwszy został opublikowany w 1609 roku.

## Treść
Podobnie jak w poprzednim sonecie, podmiot liryczny cierpi z powodu rozłąki z ukochanym.